# Municipi de Venets
El municipi de Venets és un municipi de la província de Xumen, Bulgària, amb una població estimada a finals de 2017 de 7.163 habitants.
Està situat al nord-est del país, prop del riu Danubi, de la frontera amb Romania i de la mar Negra. La seva capital és la ciutat de Venets.